# Ptychogastriidae
Die Ptychogastriidae sind eine Familie von Quallen aus der Ordnung der Trachymedusae.

## Merkmale
Die Ptychogastriidae haben acht Radiärkanäle und weisen weder Stiel noch Zentripetalkanäle auf. Ihr Magenstiel (Manubrium) ist entweder einfach ohne Mesenterien oder achtlappig mit acht Mesenterialabschnitten. Die Gonaden sitzen entweder am Manubrium, an den Manubriallappen oder an den Radiärkanälen neben den Manubriallappen.
Die Randtentakeln, von denen einige mit Haftscheiben versehen sind, sind entweder in Bündeln gruppiert oder sind konzentriert auf den verschiedenen Ebenen des Außenschirms. In letzterem Fall sind sie besonders zahlreich. Die keulenförmigen Sinnesorgane (Statocysten) sind frei.

## Lebensweise und Verbreitung
Anders als viele andere Trachymedusae gehören sie nicht zum Plankton, sondern zum Epibenthos, leben also bodennah. Ptychogastria polaris ist in arktischen Gewässern zu finden, Tesserogastria musculosa konnte bisher nur in einem Fjord bei Oslo nachgewiesen werden.

## Systematik
Die Familie enthält zwei Gattungen mit insgesamt drei Arten mit einer weiteren zweifelhaften vierten Art.
- Ptychogastria Allman, 1878
  - Ptychogastria antarctica (Haeckel, 1879) (Nomen dubium)
  - Ptychogastria asteroides (Haeckel, 1879)
  - Ptychogastria polaris Allman, 1878
- Tesserogastria Beyer, 1959
  - Tesserogastria musculosa Beyer, 1959